# Palazzo Anastasio
Il Palazzo Anastasio è un edificio di valore storico e architettonico di Napoli, ubicato in via Nuova Santa Maria Ognibene nei Quartieri Spagnoli.
Il palazzo ha la particolarità di chiudere la prospettiva "urbana" della via Concezione a Montecalvario. L'edificio, come la maggior parte delle costruzioni dei Quartieri Spagnoli, ha origini cinquecentesche, ma nel 1761 venne rifatto da Giuseppe Astarita su commissione del barone di 
Chiusano, Paolo Anastasio.
Il palazzo si presenta con una facciata di quattro piani (un ammezzato più tre superiori), dipinta di rosso e con ricche cornici in stucco di stile rococò ad avvolgere le aperture delle finestre, alla cui base si apre un pregevole portale cuspidato in piperno, sopra il cui portone è posizionata una bella rosta d'epoca. Oltrepassato il portale si giunge prima all'androne, sulla cui volta è affrescato uno stemma gentilizio (probabilmente proprio della famiglia Anastasio), e poi al non molto vasto cortile sul cui fondo, in asse rispetto all'ingresso, si erge la scala aperta dall'unica arcata ribassata per livello che racchiude tre arcate a tutto sesto (la centrale è più alta delle due laterali) e le voltine dei rampanti.
Oggi è adibito ad abitazioni private in discrete condizioni di conservazione.